# Fujimino
Fujimino (ふじみ野市 Fujimino-shi?) es una ciudad en la prefectura de Saitama, Japón, localizada en el centro-este de la isla de Honshū, en la región de Kantō. Tenía una población estimada de 113 490 habitantes el 1 de marzo de 2021 y una densidad de población de 7752 personas por km².

## Geografía
Fujimino está localizada en el sur de la prefectura de Saitama, en el extremo norte de la meseta Musashino, unos 30 kilómetros al norte de Tokio. Limita con las ciudades de Kawagoe y Fujimi y con el pueblo de Miyoshi.

## Demografía
Según los datos del censo japonés, la población de Fujimino ha crecido fuertemente en los últimos 70 años.
| Gráfica de evolución demográfica de Fujimino entre 1940 y 2015 |
|                                                                |
| Oficina de Estadística de Japón                                |